# Las Joyas, Tacámbaro
Las Joyas är en ort i Mexiko.   Den ligger i kommunen Tacámbaro och delstaten Michoacán de Ocampo, i den södra delen av landet, 240 km väster om huvudstaden Mexico City. Las Joyas ligger 1 442 meter över havet och antalet invånare är 790.
Terrängen runt Las Joyas är lite bergig, och sluttar söderut. Runt Las Joyas är det ganska tätbefolkat, med 80 invånare per kvadratkilometer. Närmaste större samhälle är Tacámbaro de Codallos, 4,3 km nordväst om Las Joyas. I omgivningarna runt Las Joyas växer huvudsakligen savannskog.